# Pinang Banjar (Gelumbang)
Pinang Banjar is een bestuurslaag in het regentschap Muara Enim van de provincie Zuid-Sumatra, Indonesië. Pinang Banjar telt 1159 inwoners (volkstelling 2010).